# Magnolia sororum
Magnolia sororum är en magnoliaväxtart som beskrevs av Seibert. Magnolia sororum ingår i släktet Magnolia och familjen magnoliaväxter.

## Underarter
Arten delas in i följande underarter:
- M. s. lutea
- M. s. sororum